# Iglesia de la Natividad de la Virgen (Durro)
La iglesia de la Natividad de la Virgen (en catalán: església de la Nativitat de la Mare de Déu) es una pequeña iglesia rural, construida en la localidad leridana de Durro, en el valle de Bohí, Cataluña, España. Es contemporánea de las iglesias de Taull, Bohí y Erill la Vall y probablemente hecha por los mismos maestros constructores.
En 1992, fue declarada Bien de Interés Cultural y, en el 2000, Patrimonio de la Humanidad por la Unesco, dentro del conjunto de las Iglesias románicas catalanas del Valle de Bohí.

## Historia
Durante los primeros años de su existencia esta parroquia pertenecía al obispado de Roda, hasta que en el año 1140 hubo un convenio general de todas las parroquias del valle de Bohí por el que se integraban al obispado de Urgel. Esto sucedió como consecuencia de haber sido anexionado todo el valle al condado de Pallars. De estos hechos y de la nueva organización eclesiástica dan constancia los archivos conservados en algunas parroquias y en la propia Seo de Urgel. En una de las referencias a la parroquia de Durro (año 1399) se habla expresamente de la figura de los co-rectores, vicarios y beneficiados.

## Descripción

### Iglesia

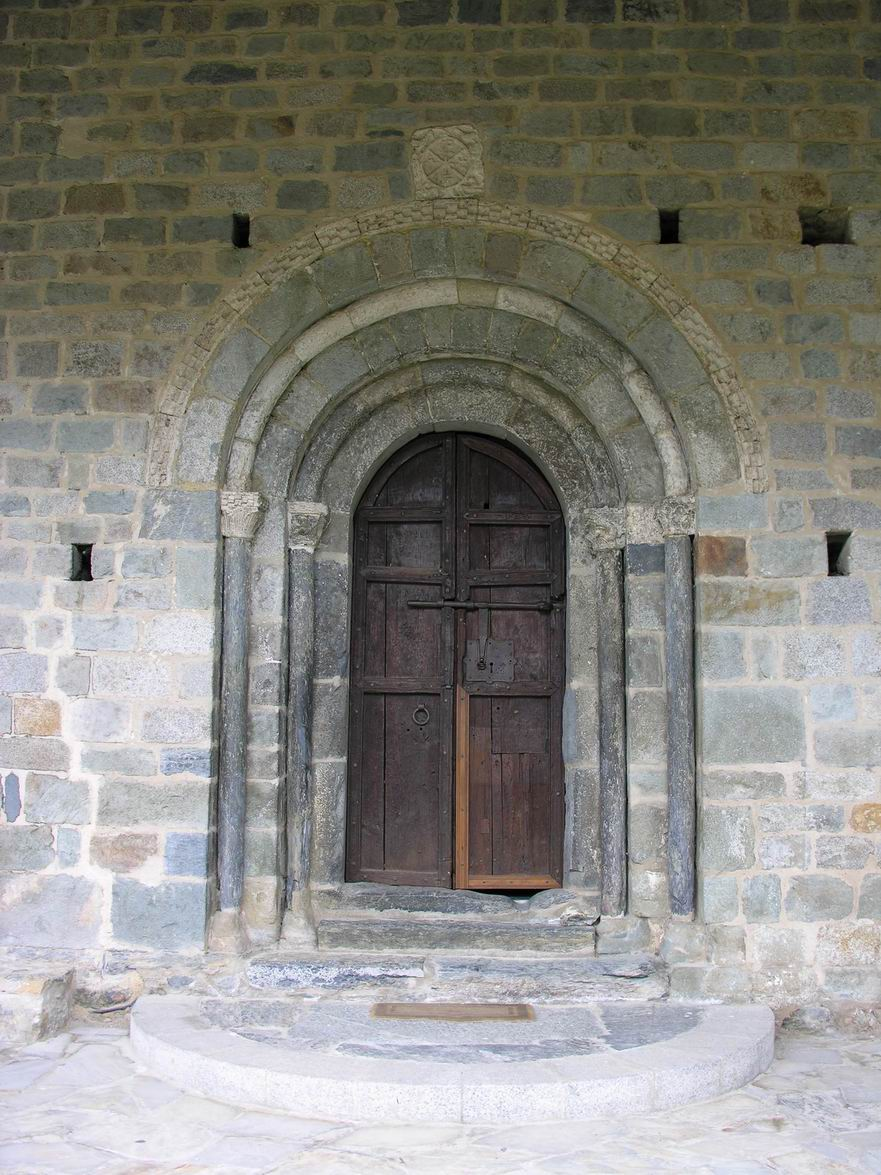
Puerta sur

Está construida con sillares dispuestos en hileras horizontales, que demuestran el trabajo de un buen cantero. Consta de una sola nave, dividida en cuatro tramos, bastante larga y con bóveda de cañón corrido, que descansa sobre arcos fajones. Tuvo ábside de tambor, decorado en su exterior con motivos lombardos de arquillos ciegos y esquinillas, desaparecido por derrumbamiento, en cuyo espacio se levantó la sacristía.
En el muro sur tiene adosado un porche medieval, que cobija una puerta de entrada, de arco de medio punto con dos arquivoltas, que descansan en sendas columnas. Las arquivoltas están rodeadas por un guardapolvo con decoración de ajedrezado, motivo geométrico románico que se repite a lo largo de la cornisa de este muro. En la clave del arco se muestra un crismón inscrito en un cuadrado, en cuyas enjutas están labrados dos pájaros enfrentados y dos animales que pueden ser un buey y un león, todo ello acompañado de ornamentación vegetal. Los capiteles de las columnas están decorados con hojas, que podrían ser de acanto, y con figuras de animales. Se encuentran en bastante mal estado.

### Torre

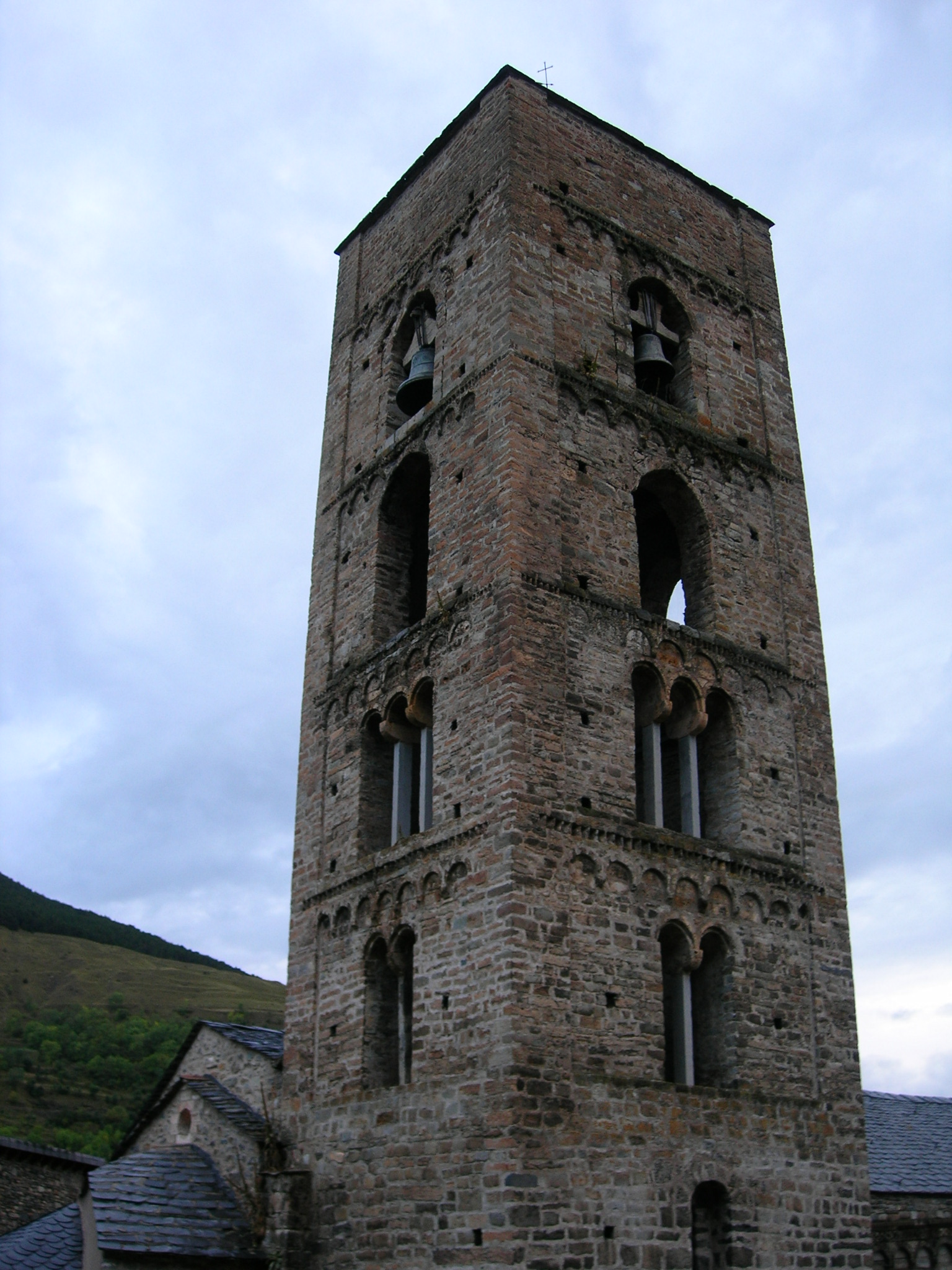
Torre

La torre campanario está situada en el ángulo nordeste. Es de planta cuadrada y comprende cinco pisos, separados por impostas de arquillos ciegos y esquinillas, sobre un gran zócalo sin decoración. A juzgar por la muestra del primer piso, se supone que los huecos de las ventanas fueron en su origen geminados, siguiendo el modelo de las torres del valle. El último piso está cubierto por un tejado de pizarra.
Todas las torres del valle de Bohí siguen el canon (o proporción de medidas) de los minaretes, que consiste en que la altura es igual al perímetro.

## Imaginería
Tuvo un Descendimiento de madera (muy relacionado con las tallas de la iglesia de Erill-la-Vall del siglo XII), del cual sólo queda la figura de la Virgen, que se guarda en el Museo Nacional de Arte de Cataluña, junto con una fotografía del Cristo cuya imagen se quemó en el año 1936, durante los disturbios preliminares a la guerra civil española. En el interior de la iglesia se expone la imagen de Nicodemo.

## Reformas y añadidos
En el siglo XIII se reformó con la construcción de una bóveda y la sustitución de parte del ábside semicircular por una nave trasversal que sobresale en el porche del lado sur. Este porche ya había sido añadido en la segunda mitad del siglo XII.
En la época del gótico se añadieron en el muro norte dos capillas con bóvedas apuntadas. En una de ellas está el retablo del Rosario del siglo XVII y en la otra el del Santo Cristo del siglo XVIII. La capilla de san Juan se cubrió con una cúpula y se le añadió un retablo del siglo XVIII. El retablo mayor es del siglo XIX, con imágenes de la Madre de Dios, San José y San Joaquín.